# Bořekovka
Bořekovka je zaniklý letohrádek v Praze 6-Střešovicích v lokalitě Ořechovka při severní straně ulice Dělostřelecká.

## Historie
V místech letohrádku bývala pole, která patřila Strahovskému klášteru. Nejsevernější část na hranici s Dejvicemi zvanou Skalka získal od strahovského opata roku 1559 Zikmund Boleslavský. Od něj pozemky převzal roku 1573 zlatník Mikuláš Miller, zasadil vinici, spojil ji se sousední a vše obehnal zdí. Po něm náležel vinohrad malíři Quirinovi Sprangerovi, po té dalším pražským měšťanům.
Za třicetileté války vinice zpustla. Jako takzvanou "zpustlou zahradu" ji roku 1709 koupil Jan Kryštof Bořek, šlechtic a rada dvorské komory, a již následující rok zde vybudoval honosný letohrádek obklopený francouzským parkem. Návrh budovy pocházel od architekta a stavitele Jana Jiřího Achbauera mladšího, který jej připravil v den koupě. Bořek zde pobýval pouze v létě, v zimě bydlel na Malé Straně ve svém domě U tří jetelových lístků.
Zámek s věžičkou měl terasu zdobenou kamennými sochami a vázami, v parku se nacházely skleníky a drobné hospodářské stavby, v zahradě byla vodní nádrž s vodotryskem, loubí, altánky, květinová pole a trávníky ve tvaru kruhu a lunet. Vše spojovaly pěšiny a schodiště.
Zánik
Jan Kryštof Bořek zemřel před francouzskou okupací Prahy. Při ní byl letohrádek zabrán francouzskými vojsky, které vyvrátilo stromy, zpustošilo zahradu i okolní pozemky a letohrádek sloužil jako pevnost. Zahrada byla ostřelována a budova nakonec zapálena. Po vymření rodu nemovitosti s pozemky získal klášter. Výměnou za nedalekou Andělku se Bořekovka dostala do držení státu, který na jejím místě zřídil zbrojní skladiště a dělostřelecké laboratoře. Vojenský objekt je zde stále.